# Newsqueak
Newsqueak ist eine parallele Programmiersprache zum Programmieren von Anwendungsprogrammen für Fenstersysteme. Sie wurde in den späten 1980er Jahren von Rob Pike in den Bell Labs entworfen.
Newsqueaks Syntax und Semantik wurden von der Programmiersprache C beeinflusst, der Ansatz zur parallelen Programmierung wurde von den Communicating Sequential Processes (CSP) von  C. A. R. Hoare beeinflusst. Allerdings sind in Newsqueak Kanäle First-Class-Objekte, mit dynamischer Prozesserstellung und dynamischer Kanalerzeugung.
Newsqueak wurde von einer früheren, kleineren Sprache, Squeak genannt, weiterentwickelt (nicht zu verwechseln mit der Smalltalk-Implementierung Squeak). Sie wurde von Luca Cardelli und Rob Pike als Sprache zur Implementierung grafischer Benutzeroberflächen entworfen.
Die Ideen, welche in Newsqueak verwirklicht wurden, sind in den Programmiersprachen Alef, Limbo und Go weiterentwickelt worden.